# ロブソン山
ロブソン山（ロブソンさん、Mount Robson）は、カナダのブリティッシュ・コロンビア州東端部西部にある、カナディアン・ロッキーに属する山。標高は3954mであり、カナディアン・ロッキーで最も標高の高い山とされている。

## 地理
ロブソン山の南東、北緯53度05分15秒、西経119度05分53秒地点にはレスプレンデント山がある。ロブソン山やブリティッシュ・コロンビア州によってロブソン山州立公園に指定されている。
ロブソン山から見て北東の方角、レスプレンデント山から見て北の方角、北緯53度08分00秒、西経119度06分00秒地点にはロブソン氷河が存在する。1900年代初頭頃、ロブソン氷河はロブソン山とレスプレンデント山の間に存在する圏谷を満たしていたが、その後氷の体積が減ってしまった。現在、ロブソン氷河の末端部で融解した水は、ロブソン湖と呼ばれる小さな湖に流れ込み、この湖から流れ出すロブソン川の源流となっている。なお、ロブソン氷河は北アメリカ大陸の大陸分水嶺のすぐ近くに存在している。この氷河から融解した水は、ロブソン川を経てフレーザー川へと流れ込み、最終的に太平洋へと流れ込んでいる。ロブソン氷河は北アメリカ大陸の大陸分水界の太平洋側に属している。

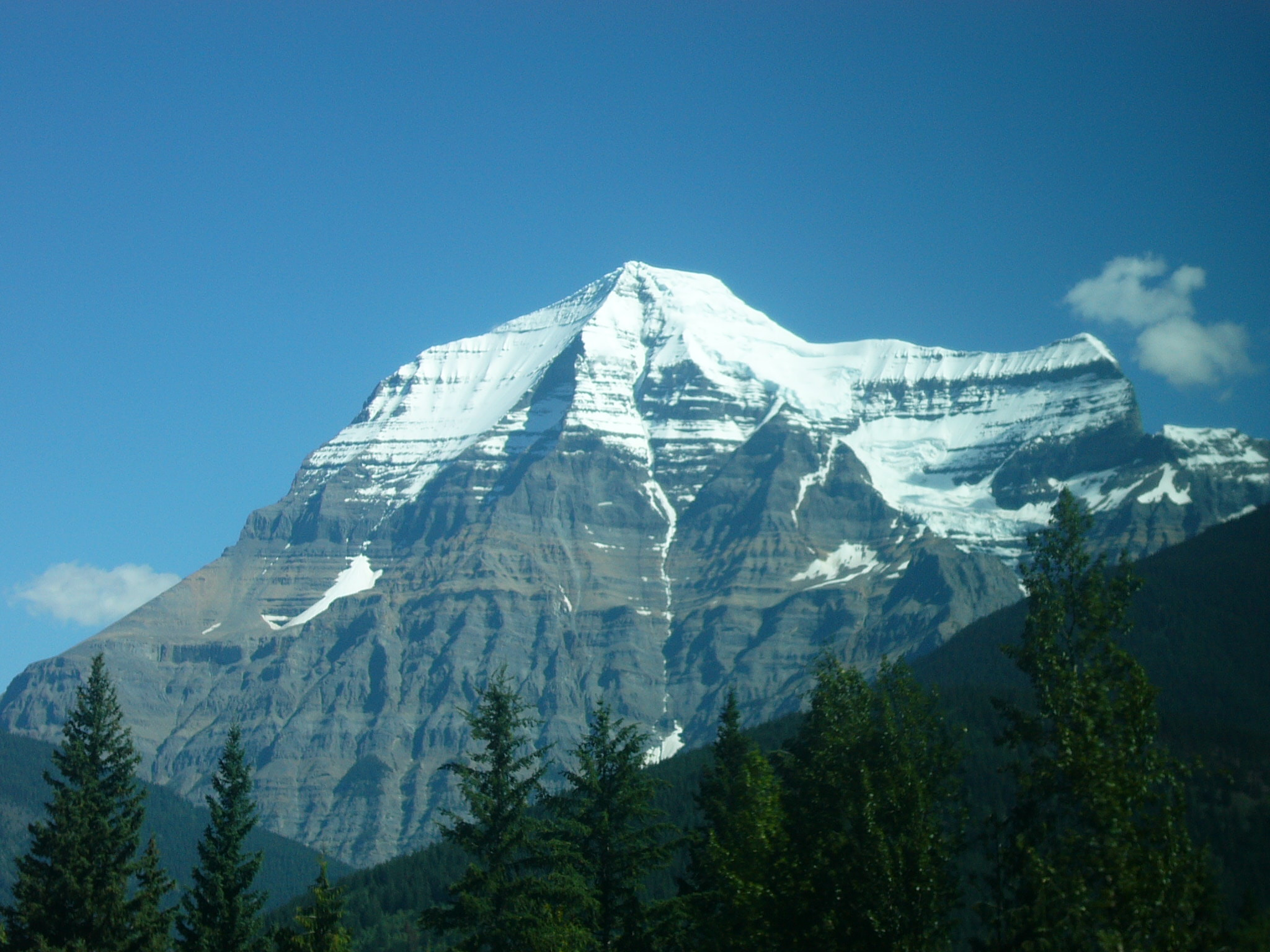
南側から見たロブソン山
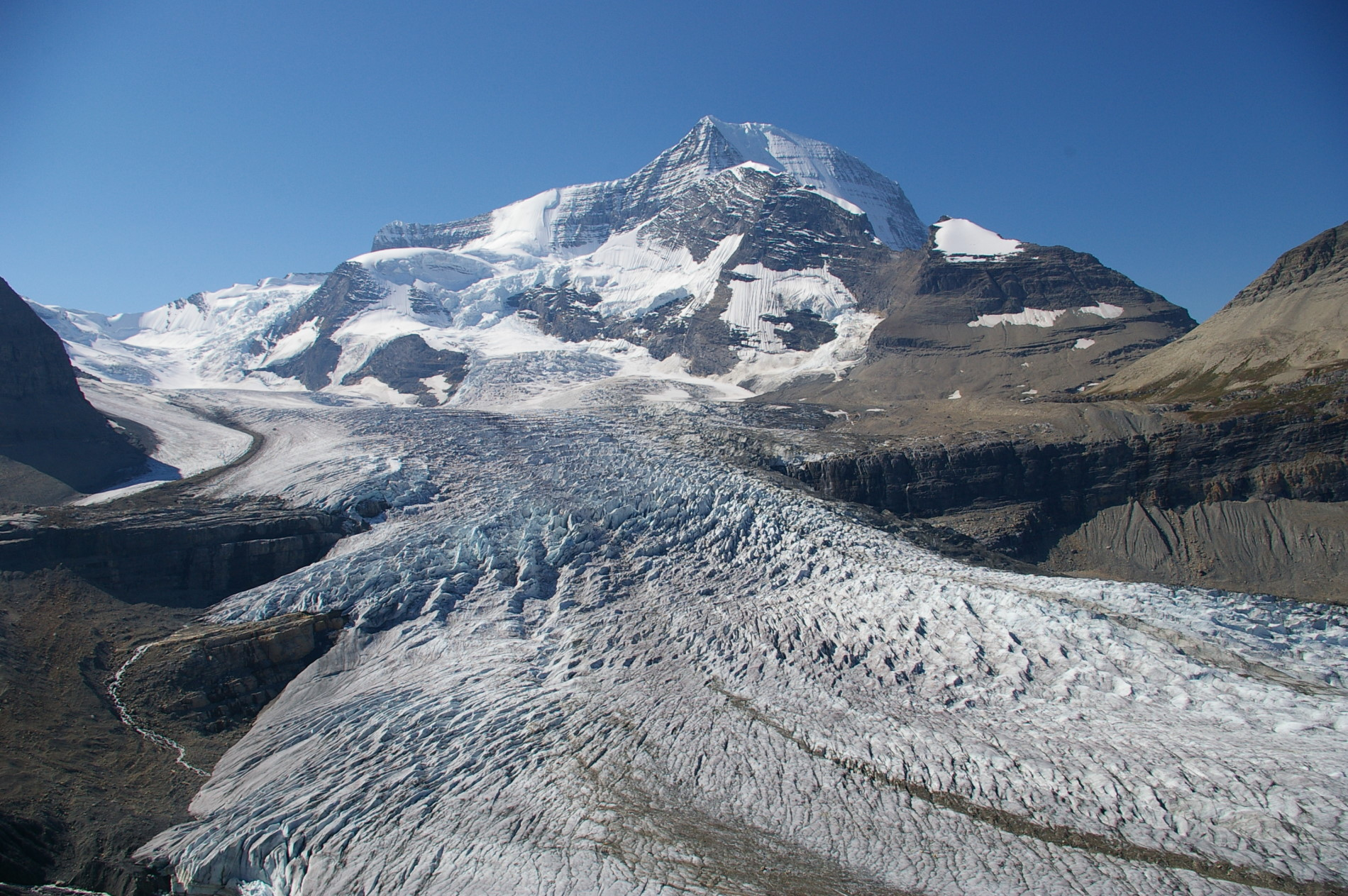
ロブソン山とロブソン氷河（手前）